# Help! I'm a Fish (Little Yellow Fish)
"Help! I'm a Fish (Little Yellow Fish)" é uma canção do girl group dinamarquês de música bubblegum Little Trees. Foi lançado oficialmente em março de 2001 como single de estreia da banda e também como trilha sonora do filme com o mesmo nome, "Help! I'm a Fish". Na Dinamarca, foi lançado como um single pela dupla musical Creamy. A canção se tornou grande sucesso na Europa, chegando alcançar a posição de número 11 no Reino Unido e o número 3 na Dinamarca.

## Lista de Faixas
CD single
1. "Help! I'm a Fish (I'm a Little Yellow Fish)" (Radio edit)
2. "Help! I'm a Fish (I'm a Little Yellow Fish)" (Album version)
3. "Help! I'm a Fish (I'm a Little Yellow Fish)" (Karaoke version)

## Desempenho nas tabelas musicais

### Tabela musical
| Tabela musical (2000/01)                | Posição de pico |
| --------------------------------------- | --------------- |
| Reino Unido - (Official Charts Company) | 11              |
| Dinamarca - (IFPI Denmark)              | 3               |